# Вторая народная революция на Филиппинах
Вторая народная революция на Филиппинах — цепь событий, произошедших в 2000—2001 годах, венцом которых стало свержение Джозефа Эстрады, обвинённого в разгуле коррупции в стране, с поста президента и приход к власти Глории Арройо.
В 1998 году новоизбранный президент Эстрада назначил вице-президента Арройо главой департамента социального развития, где её основным занятием стало наблюдение за выполнением правительственных программ помощи бедным. В 2000 году Арройо покинула этот пост, чтобы дистанцироваться от Эстрады, которого бывшие политические союзники обвинили в коррупции. Арройо открыто поддерживала те слои филиппинского общества, которые требовали отставки президента.
20 января 2001 года Верховный суд лишил Эстраду полномочий президента. Армия и полиция отказали ему в поддержке, и в тот же день Арройо была объявлена 14-м президентом Филиппин. Позднее Эстрада попытался оспорить законность вступления Арройо в должность, но Верховный суд был на стороне Арройо. Международное сообщество также признало её законным президентом Филиппин.